# Prima Categoria Piemonte-Valle d'Aosta 1960-1961
Il campionato di calcio di Prima Categoria 1960-1961 è stato il V livello del campionato italiano. A carattere regionale, fu il secondo campionato dilettantistico con questo nome dopo la riforma voluta da Zauli del 1958.
Questi sono i gironi organizzati per le regioni Piemonte e Valle d'Aosta dal Comitato Regionale Piemontese.

## Girone A

### Squadre partecipanti
| Squadra                       | Città (provincia)    | Stagione precedente |
| ----------------------------- | -------------------- | ------------------- |
| U.S. Alicese                  | Alice Castello (VC)  |                     |
| G.S. Arona                    | Arona (NO)           |                     |
| F.C. Valle d'Aosta            | Aosta                |                     |
| A.C. Borgomanero              | Borgomanero (NO)     |                     |
| A.S. Borgosesia               | Borgosesia (VC)      |                     |
| C.R.A.L. Az. Cartiere Burgo   | Romagnano Sesia (NO) |                     |
| A.S. Cossatese                | Cossato (VC)         |                     |
| A.C. Galliate                 | Galliate (NO)        |                     |
| G.S. Ceramica Pozzi Gattinara | Gattinara (VC)       |                     |
| A.C. Gozzano                  | Gozzano (NO)         |                     |
| U.S. Gravellona               | Gravellona Toce (NO) |                     |
| S.C. Idealgas Cameri          | Cameri (NO)          |                     |
| Omegna Sportiva               | Omegna (NO)          |                     |
| A.S. Sunese                   | Suno (NO)            |                     |
| U.S. Valenzana Fulvius        | Valenza (AL)         |                     |
| A.S. Nuova Verbania           | Verbania (NO)        |                     |

### Classifica finale
|  | Pos. | Squadra                  | Pt | G  | V  | N  | P  | GF | GS | DR  |
|  | ---- | ------------------------ | -- | -- | -- | -- | -- | -- | -- | --- |
|  | 1.   | Borgomanero              | 46 | 30 | 20 | 6  | 4  | 69 | 27 | +42 |
|  | 2.   | Nuova Verbania           | 40 | 30 | 17 | 6  | 7  | 65 | 30 | +35 |
|  | 3.   | Borgosesia               | 38 | 30 | 16 | 6  | 8  | 55 | 36 | +19 |
|  | 4.   | Omegna                   | 37 | 30 | 14 | 9  | 7  | 50 | 42 | +8  |
|  | 5.   | Sunese                   | 36 | 30 | 15 | 6  | 9  | 48 | 44 | +4  |
|  | 6.   | Arona                    | 34 | 30 | 11 | 12 | 7  | 42 | 37 | +5  |
|  | 7.   | Cossatese                | 33 | 30 | 15 | 3  | 12 | 67 | 60 | +7  |
|  | 8.   | Valenzana                | 32 | 30 | 13 | 6  | 11 | 45 | 42 | +3  |
|  | 9.   | Ceramica Pozzi Gattinara | 28 | 30 | 8  | 12 | 10 | 39 | 44 | -5  |
|  | 10.  | Gozzano                  | 27 | 30 | 10 | 7  | 13 | 48 | 46 | +2  |
|  | 11.  | Galliate                 | 26 | 30 | 10 | 6  | 14 | 42 | 47 | -5  |
|  | 12.  | Alicese                  | 25 | 30 | 11 | 3  | 16 | 52 | 63 | -11 |
|  | 13.  | Gravellona               | 24 | 30 | 9  | 6  | 15 | 50 | 67 | -17 |
|  | 14.  | Cartiera Burgo           | 22 | 30 | 9  | 4  | 17 | 45 | 63 | -18 |
|  | 15.  | Idealgas Cameri          | 16 | 30 | 4  | 8  | 18 | 36 | 73 | -37 |
|  | 16.  | Valle d'Aosta            | 15 | 30 | 5  | 5  | 20 | 35 | 67 | -32 |

Legenda:
      Ammesso alle finali per il titolo.
  Retrocesso e in seguito riammesso.
      Retrocesso in Seconda Categoria.
Regolamento:
Due punti a vittoria, uno a pareggio, zero a sconfitta.
Pari merito in caso di pari punti.

## Girone B

### Squadre partecipanti
| Squadra                | Città (provincia)          | Stagione precedente |
| ---------------------- | -------------------------- | ------------------- |
| U.S. Acqui             | Acqui Terme (AL)           |                     |
| U.S. Albese            | Alba (CN)                  |                     |
| A.S. Canelli           | Canelli (AT)               |                     |
| A.S. Carassonese       | Carassone di Mondovì (CN)  |                     |
| U.S. Castellamonte     | Castellamonte (TO)         |                     |
| G.S. Cinzano           | Santa Vittoria d'Alba (CN) |                     |
| U.S. Ciriè             | Cirié (TO)                 |                     |
| U.S. Fossanese         | Fossano (CN)               |                     |
| U.S. Brandaris Gassino | Gassino Torinese (TO)      |                     |
| F.C. Pinerolo          | Pinerolo (TO)              |                     |
| U.S. R.I.V.            | Villar Perosa (TO)         |                     |
| U.S. Rivarolese        | Rivarolo Canavese (TO)     |                     |
| G.S. S.N.I.A. Viscosa  | Venaria (TO)               |                     |
| A.C. Saluzzo           | Saluzzo (CN)               |                     |
| U.S. San Mauro         | San Mauro Torinese (TO)    |                     |
| U.S. Strambinese       | Strambino (TO)             |                     |

### Classifica finale
|  | Pos. | Squadra       | Pt | G  | V  | N  | P  | GF | GS | DR  |
|  | ---- | ------------- | -- | -- | -- | -- | -- | -- | -- | --- |
|  | 1.   | Cinzano       | 45 | 30 | 19 | 7  | 4  | 73 | 27 | +46 |
|  | 2.   | Carassonese   | 42 | 30 | 19 | 4  | 7  | 68 | 27 | +41 |
|  | 3.   | Pinerolo      | 41 | 30 | 16 | 9  | 5  | 65 | 30 | +35 |
|  | 4.   | Saluzzo       | 38 | 30 | 14 | 10 | 6  | 57 | 39 | +18 |
|  | 5.   | Gassino       | 36 | 30 | 14 | 8  | 8  | 63 | 27 | +36 |
|  | 6.   | SNIA Viscosa  | 33 | 30 | 12 | 9  | 9  | 48 | 39 | +9  |
|  | 6.   | Rivarolese    | 33 | 30 | 12 | 9  | 9  | 45 | 49 | -4  |
|  | 8.   | Acqui         | 31 | 30 | 12 | 7  | 11 | 49 | 33 | +16 |
|  | 8.   | R.I.V.        | 31 | 30 | 9  | 13 | 8  | 35 | 43 | -8  |
|  | 10.  | San Mauro     | 27 | 30 | 9  | 9  | 12 | 40 | 50 | -10 |
|  | 11.  | Strambinese   | 25 | 30 | 7  | 11 | 12 | 44 | 54 | -10 |
|  | 12.  | Castellamonte | 23 | 30 | 6  | 11 | 13 | 47 | 70 | -23 |
|  | 13.  | Albese        | 22 | 30 | 9  | 4  | 17 | 39 | 64 | -25 |
|  | 14.  | Fossanese     | 20 | 30 | 9  | 2  | 19 | 28 | 73 | -45 |
|  | 15.  | Ciriè         | 17 | 30 | 4  | 9  | 17 | 34 | 68 | -34 |
|  | 16.  | Canelli       | 16 | 30 | 5  | 6  | 19 | 35 | 77 | -42 |

Legenda:
      Ammesso alle finali per il titolo.
  Retrocesso e in seguito riammesso.
      Retrocesso in Seconda Categoria.
Regolamento:
Due punti a vittoria, uno a pareggio, zero a sconfitta.
Pari merito in caso di pari punti.

## Finali per il titolo e la promozione
|             | Risultati |             | Luogo e data                          |
| ----------- | --------- | ----------- | ------------------------------------- |
| Borgomanero | 3 - 0     | Cinzano     | Borgomanero, 4 giugno 1961            |
| Cinzano     | 2 - 2     | Borgomanero | Santa Vittoria d'Alba, 11 giugno 1961 |
|             |           |             |                                       |

- Il Borgomanero è promosso in Serie D 1961-1962. È campione piemontese di Prima Categoria ed ammesso alle finali interregionali.